# 外国語学校 (明治初期)
外国語学校（がいこくごがっこう）は、1873年（明治6年）4月発布の「学制二編追加」により制度化された中等あるいは高等相当の教育機関。

## 概要
幕末期から明治維新期にかけ、全国に官公私立の外国語学校が多数設立されたが、多くは廃止されたのち旧制中学校に転換され、東京・大阪の官立3校のみが高等教育相当の機関として存続した。このうち東京外国語学校（旧外語）を除く2校は、高等中学校 - 旧制高等学校に改組された。
歴史的に見れば、同時期各地に設立された医学校と並んで、私塾・藩校・洋学校に代表される江戸時代の教育機関と、明治時代以降の旧制中学・旧制高校の間の過渡的な機関と位置づけることができる。

## 沿革

### 7官立外国語学校の設立
幕末以降、明治維新期に至るまで国内各地で盛行した洋学塾・洋学校は、1873年（明治6年）4月の学制二編追加により「外国語学校」として制度化され、小学校卒業者を入学対象とし、一つには通弁養成、二つには「専門学校」（学制二編追加により定められた高等教育機関で、のちの旧制専門学校とは異なる）の予備教育を行うものと定められた。これにより同年中、既成の教育機関を外国語学校に転換して東京外国語学校・開明学校（のち大阪外国語学校）・広運学校（のち長崎外国語学校）が設立され、翌1874年には愛知・広島・新潟・宮城の官立外国語学校4校が新たに設立された。

### 「英語学校」への転換
ところが当時の外国語教育のなかで特に盛んだったのは英学であったことから、上記「専門学校」の一つとして発足した開成学校（大学南校の後身）が1873年に履修・教授言語を英語に限定する。これに合わせて同年末に東京外国語学校から英語科を「東京英語学校」として独立させ (位置付けは開成学校への進学課程) 、同時に大阪・長崎・愛知・広島・新潟・宮城の7官立外国語学校も「英語学校」と改称した。この結果、各学校は専門学校進学者への予備教育のみを行う機関へと改編された。1875年には外国語学校は最盛期に達し、上記の官立8校に加え公立8校、私立86校にのぼった。

### 廃止とその後
しかし西南戦争後の財政難により1877年2月、愛知・広島・長崎・新潟・宮城の各英語学校は廃止（その後各校の施設は地元の県に移管され、中等学校に改編）、東京・大阪の英語学校はそれぞれ東京大学予備門および大阪専門学校に改組され、第一高等学校・第三高等学校の前身となった。また文明開化の退潮や公立中学の拡大も影響して、他の私立外国語学校・私立英学塾もこの頃から急速に減少していき、地方の私立外国語学校の多くは私立中学に転換された。残る東京外国語学校も1885年には東京商業学校（東京商科大学 - 一橋大学の前身）に併合され官立外国語学校は一時消滅した（その後東京外国語学校は高等商業学校の附属外国語学校として復活、のち独立（新外語）を果たし専門学校令による旧制専門学校となった）。

### 歴史的位置
天野郁夫の指摘によれば、結局のところ中途で挫折したとはいうものの、明治初期の官立外国語学校（英語学校）は、全国に配置されたという点から見て、その後の「大学予科」としての旧制高等学校の先駆と見ることができる。

## 主要な外国語学校の一覧

### 東京外国語学校
1873年（明治6年）8月設立。安政3年（1856年）設置の幕府蕃書調所を源流とする大学南校を改編した開成学校のうち、「語学課程」を分離、これに加え「外国語学所」（文部省管轄）・「独逸学教場」（外務省管轄）などを統合し設立された。当初は英・仏・独・清・魯（露）の5語学科を設置していたが、1874年12月にはこのうち英語科が「東京英語学校」（後述）として独立、その一方で外務省「韓語学所」を統合し、朝鮮語学科を新設した（1880年）。
しかし1885年には独・仏語学科が東京大学予備門に移管されたため3語学科（清・魯・韓）になり、同年東京商業学校に事実上併合されて旧外語学校は同校の「第三部」（のち語学部）となった。翌1886年語学部は廃止され、1899年の復活まで東京外国語学校の命脈は一時途絶えることとなった。

### 愛知外国語学校
1874（明治7）年3月設置。同年5月に名古屋七間町の「成美学校」の校舎を譲り受けて愛知外国語学校として発足し、1874年12月に愛知英語学校と改称した。
成美学校は、1870（明治3）年6月に設立され英語・フランス語を教えた尾張藩藩校通称「洋学校」を源流とした。同校が1871（明治4）年に廃藩置県により廃止となった後も、学校は名古屋県に引き継がれて「洋学校」と呼ばれ、翌1873（明治6）年6月にフランス語科が廃止され、「成美学校」と改称した。1874年9月に廃校となり愛知外国語学校に吸収された。主な卒業生に加藤高明（服部総吉）、二葉亭四迷（長谷川辰之助）がいる。
愛知英語学校は、通訳を目指す甲種と、語学を修了して専門学科に進学する学生を教育する乙種に分かれていた。明治9年の生徒数244人。主な卒業生に坪内逍遥、海軍大将・八代六郎がいる。外国人教師が多く、経費がかさんだため学校を東京に集中することになり、1877（明治10）年2月に廃校となったが、愛知県が文部省から校舎・施設を譲り受けて愛知中学校を開校、1899年に愛知県第一中学校に改称、現在の県立旭丘高の前身となった。

### 広島外国語学校
1874年（明治7年）3月設立。同年12月広島英語学校と改称され、1877年2月の廃止にともない広島県に移管され「広島県英語学校」と改称された。その後さらに広島県中学校に改編され1922年に広島県立広島第一中学校と改称、現在の広島国泰寺高の前身となった。

### 長崎外国語学校
1873年（明治6年）「広運学校」として設立され、翌1874年4月には長崎外国語学校と改称された。1858年設立の幕府直轄「英語伝習所」を源流とし、その後の改編を経て慶応4年（1868年）4月、明治新政府に接収され和漢洋3学を講じる「広運館」として改編されたものが外国語学校に再転換された。1874年12月長崎英語学校と改称され、1877年2月の廃止にともない長崎県に移管、長崎県立長崎中学校（1884年設立 / 現在の長崎東高・長崎西高の前身）および長崎県立長崎商業学校（1886年設立 / 現在の市立長崎商高の前身）の前身となった、。

### 新潟外国語学校
1874年（明治7年）3月設立。同年12月新潟英語学校と改称され、1877年2月の廃止にともない県立新潟学校に合併、ついで新潟学校中等部に改編されたが1887年に廃止された、。

### 宮城外国語学校
1874年（明治7年）3月設立。同年12月宮城英語学校と改称され、1877年2月の廃止後は県立仙台中学校⇒宮城中学校⇒宮城県尋常中学校と改編され、1888年廃校となった（ただし私立東華学校経由で、現仙台一高の源流とする見解がある）。

### 大阪外国語学校
明治6年（1873年）「開明学校」として設立され、翌明治7年（1874年）4月、大阪外国語学校と改称された。明治2年（1869年）設立の大阪舎密局および大阪洋学校を源流とし、翌明治3年（1870年）10月、両者の統合で設立された大阪開成所を外国語学校として転換した。1874年12月大阪英語学校と改称され、1879年の廃止後は大阪専門学校へと転換され第三高等学校の前身となる。なお、専門学校令による大阪外国語学校（1921年設立）との直接の継承関係はない。

### 東京英語学校
明治7年（1874年）12月、前記の東京外国語学校から「英語科」を分離し設立され、東京開成学校への予備教育（進学）課程として位置づけられた。のち、1877年、東京開成学校予科と統合されて東京大学予備門となり、第一高等学校の前身となった。

## 関連文献
単行書
- 天野郁夫 『大学の誕生（上）：帝国大学の時代』 中公新書、2009年 ISBN 9784121020048

事典項目
- 久保田正三 「外国語教育〈明治前期〉」「外国語学校」 海後宗臣（監修） 『日本近代教育史事典』 平凡社、1971年
- 小林哲也 「高等教育〈学制期〉」 同上
- 今井庄次 「外国語学校」 『国史大辞典』第3巻 吉川弘文館、1983年